# Sayali
Sayali ist ein weiblicher Vorname.

## Herkunft und Bedeutung
Indien: „Name der Blume Jasminum multiflorum“.

## Verbreitung
Der Name kommt in Deutschland seit 2014 sporadisch in den Hitlisten vor, es wurden weniger als zehn Kinder so genannt. In der Schweiz tragen acht Mädchen den Namen (Stand 2023). In den USA taucht der Name seit der Jahrtausendwende hin und wieder in der Namensgebung auf.

## Bekannte Namensträger
- Sayali Bhagat, indische Schauspielerin
- Sayali Gokhale, indische Badmintonspielerin